# Lathyrus caudatus
Lathyrus caudatus är en ärtväxtart som beskrevs av Wei och Hung Pin Tsui. Lathyrus caudatus ingår i släktet vialer, och familjen ärtväxter. Inga underarter finns listade i Catalogue of Life.